# Carpophage de Zoé
Ducula zoeae
Espèce
Statut de conservation UICN

 LC  : Préoccupation mineure
Le Carpophage de Zoé (Ducula zoeae (Lesson, 1826)) est une espèce d'oiseaux appartenant à la famille des Columbidae.

## Description
Cet oiseau mesure 38 à 41 cm de longueur pour une masse de 575 à 595 g. Il ne présente pas de dimorphisme sexuel.
La tête, le bas de la poitrine et le ventre sont gris pâle. Le cou, le haut de la poitrine et du manteau sont rose grisâtre pâle. Le bas du manteau et les couvertures alaires sont châtain pourpre, tout comme les sous-caudales tachées de blanc. Le reste des parties supérieures est vert bronze métallique. Une bande noire, moins distincte chez le jeune, traverse la poitrine. Le dessous de la queue est châtain. Les iris sont blancs. Le bec est gris foncé. Les pattes sont rouges.

## Répartition
Cet oiseau est répandu en Nouvelle-Guinée.

## Habitat
Cette espèce peuple les forêts humides et leurs lisières, principalement à faible altitude.

## Comportement
Cet oiseau vit en solitaire ou en couples. Il dort sur les palmiers et les grands arbres morts.

## Reproduction
La saison de reproduction débute à la fin de la saison sèche. La femelle pond un seul œuf couvé à tour de rôle par les deux parents pendant 21 jours. Le jeune s'envole à l'âge de 14 jours.

## Alimentation
Cet oiseau consomme divers fruits dans la canopée.